# Igreja do Recolhimento de Santo António (Vila do Porto)
A Igreja do Recolhimento de Santo António localiza-se na freguesia de Vila do Porto, concelho de Vila do Porto, na ilha de Santa Maria, nos Açores.

## História

### Antecedentes
O pesquisador Manuel Monteiro Velho Arruda refere que o templo remonta a uma ermida erigida no século XVI, mas que, no entanto, não se encontra citada entre as registadas por Gaspar Frutuoso na povoação em fins daquele século. Prossegue, acrescentando que, no testamento do 4º capitão do donatário da ilha, Pedro Soares de Sousa, e de sua esposa, Beatriz de Morais, feito em Vila do Porto a 20 de fevereiro de 1579, se estipula que:
"(...) e disseram eles testadores que eles tem prometido para se fazer uma ermida a Santo António quinhentos réis, sendo, caso que ao tempo do seu falecimento lhe não tenham ainda dado, manda que lhe dêem do monte mór por ser dívida prometida."
Em fins do século XVII Frei Agostinho de Monte Alverne, nas suas Crónicas da Província de S. João Evangelista das Ilhas dos Açores, refere-o:
"A Ermida de Santo António é tão antiga que, quando os frades [franciscanos] foram fundar o convento nesta ilha, na era de 1607, antes de terem igreja, nela rezavam o seu ofício Divino e administravam os Sacramentos."
VELHO ARRUDA refere ainda que a primitiva ermida teve "fábrica" (fundo patrimonial), embora, com o tempo, houvessem desaparecido os documentos que o comprovavam. Na visita do Licenciado Francisco ou Andrade Albuquerque, em setembro de 1662 se afirmava que a fábrica havia sido feita por Francisco Vaz, em terras abaixo de São Pedro - o Velho -, que a trazia o capitão António de Magalhães.

### A recuperação da ermida e a instituição do Recolhimento
O texto da escritura de dote de fábrica da ermida, datado de 9 de janeiro de 1686, firmada pelo Alferes André Fernandes de Almada e sua esposa, Leonor de Andrade, refere que a primitiva ermida, sob a invocação do santo, não tinha "padroeiro e nem fábrica", estava "falta de ornamentos" e ameaçando ruína. Dotavam-na assim perpétuamente de quinze alqueires de terra em Malbusca, que rendiam em cada ano quinze alqueires de trigo, com a condição de serem "dotadores administradores" da dita ermida, benefício extensível aos seus descendentes.
MONTE ALVERNE prossegue, acrescentando que:
"Nela [a antiga ermida] fundaram um recolhimento André Fernandes de Almada e sua mulher, Leonor de Andrade, de limpo sangue e nobreza, singulares em virtude e bom exemplo e não menos nos bens caducos desta vida, em 15 de fevereiro de 1687, e em 9 de dezembro de 1689 recolheram nele certas donzelas, com grande aplauso do povo, com missa cantada e sermão, com património de doze moios [de trigo] de renda fixos."
A petição ao Cabido da Sé de Angra, feita por Almada e sua esposa em 3 de junho de 1687 para fundar o Recolhimento, esclarece que a sua capacidade era para até vinte donzelas, entrando logo quatro filhas suas e mais três mulheres de boa vida para as educarem. A dotação referida, entretanto, era de apenas onze moios de trigo anuais "in perpetuum".
Data desse momento a atual feição da ermida, assim como a pedra de armas sobre o portal, onde ainda se lê a data de 1689.
Sobre as recolhidas, o Alvará de Licença, passado naquele mesmo ano de 1689, informa que as três mulheres que acompanharam as quatro filhas dos instituidores eram oriundas do Recolhimento de Santa Maria Madalena, e seus nomes:
- Isabel de São Pedro (70 anos de idade);
- Bárbara de Santa Clara (51 anos de idade); e
- Maria da Piedade (41 anos de idade).

As quatro filhas dos instituidores eram:
- Maria de Santo António (23 anos de idade);
- Antónia de São Pedro (20 anos de idade);
- Margarida de São José (15 anos de idade); e
- Francisca dos Anjos (8 anos de idade).[6]

Ingressaram ainda, na mesma ocasião, outras jovens, a saber:
- Maria do Desterro (25 anos de idade);
- Maria da Glória (20 anos de idade);
- Isabel de São João (17 anos de idade);
- Branca do Livramento (22 anos de idade);
- Angela de Jesus (26 anos de idade); e
- Francisca de São João (9 anos de idade).[7]

À época de MONTE ALVERNE (1986) em fins do século XVII, a instituição contava com 29 recolhidas.
Por morte dos benfeitores, as suas disposições testamentárias previam, entre outras, as seguintes:
- "(...) que, quando Deus Nosso Senhor for servido de os levar desta vida presente, seus corpos serão sepultados na Capela maior do Recolhimento de Santo António de que são padroeiros; e que seus corpos irão a sepultura envoltos em hábito do seráfico Padre São Francisco (...)."
- "Disseram eles testadores que eles erigiram um Recolhimento de Santo António de que são Padroeiros com cláusula de que por sua morte pudessem nomear padroeiro, e assim nomeiam a seu filho o dito Capitão António Fernandes de Andrade, e, por sua morte, sucederá seu filho José, e por morte dele correrá linha direita preferindo sempre macho."

O mesmo documento reiterava as obrigações dos padroeiros para com o templo:
"(...) com condição de paramentarem a Igreja do dito Recolhimento e prover o Sacrário do Santíssimo Sacramento e fazer a festa de Santo António, e pagarem a um capelão que lhe assista a dizer Missas aos Domingos e [dias] Santos e concertar  [sic] o que for necessário ao dito Recolhimento, e além disso, lhe mandarem dizer perpetuamente pela alma dos Testadores a Novena do Natal, de que darão conta cada três anos, somente da novena de missas, pelo mais pertencer aos visitadores eclesiásticos, na forma das constituições deste Bispado [de Angra]."

### Visitas pastorais
O Recolhimento de Santo António foi visitado quando das visitas pastorais dos seguintes Bispos da Diocese de Angra:
- 1698 - D. António Vieira Leitão
- 1743 - D. Frei Valério do Sacramento
- 1766 - D. António Caetano da Rocha

### O altar do Senhor da Paciência
De acordo com nota de VELHO ARRUDA, quando da visita pastoral do Bispo da Diocese de Angra, D. António Caetano da Rocha, à ilha de Santa Maria no ano de 1766, o Capitão Luiz António de Figueiredo de Lemos requereu licença para edificar um altar na Igreja do Recolhimento de Santo António, o que terá sido feito no coro de baixo da dita igreja, sob a invocação do Senhor da Paciência.
FIGUEIREDO (1990) transcreve essa informação e complementa que o altar era em talha dourada.

### A Devassa dos Tabacos
Sob o reinado de Maria I de Portugal, teve lugar uma devassa efetuada pelo Juiz Conservador dos Tabacos e Saboarias da Ilha de Santa Maria, em 1793, acerca do contrabando de tabaco que se praticava nos três Recolhimentos de Vila do Porto (Nossa Senhora da Conceição, Santo António e Santa Maria Madalena). A soberana ordenou aquele funcionário que admoestasse as regentes dos três Recolhimentos, advertindo-as que cada uma vigiasse e coibisse tal prática que classificava de "prejudicial" e "pecaminosa", sob pena de castigos.
Para a correta compreensão deste episódio é necessário recordar que a cultura do tabaco, à época, era absolutamente proibida. Era feita, entretanto, de maneira clandestina já no século XVII, sobretudo por parte de eclesiásticos e nobres, devido à jurisdição própria dos primeiros e à imunidade de que gozavam os segundos.
O consumo de tabaco, inicialmente sob a forma de rapé, conquistou, para além dos homens, muitas mulheres, nomeadamente as religiosas, que o cultivavam à revelia dos governantes nos seus recolhimentos. Por vezes era recebido do Brasil, transportado de forma dissimulada nos porões das embarcações. Assim, e independentemente das repetidas queixas apresentadas pelos contratadores, o tabaco era pisado e vendido fora dos estancos autorizados pela Coroa.

### Do século XIX aos nossos dias
No contexto da extinção das ordens religiosas em Portugal em 1834, sob o padroado de Luiz de Figueiredo Velho de Melo Falcão o Recolhimento também foi extinto, permanecendo na família daquele o património do Recolhimento, da Igreja, e bens a eles pertencentes. A partir de então cessam as informações sobre o destino do conjunto.
Na década de 1950, as instalações do antigo Recolhimento foram requalificadas e ocupadas pelo Cine Mariense (1953), que veio a encerrar as suas portas em 1976, após a chegada das emissões de televisão à ilha no ano anterior. Na década de 1980, as dependências do antigo cinema foram ocupadas pelo Supermercado J. C. Baptista, que, por sua vez, em 2008, deu lugar a uma filial do Hipermercado Sol*Mar (Grupo Marques).
O imóvel da antiga igreja encontrava-se ao final do século XX em ruínas, que foram adquiridas pela Câmara Municipal de Vila do Porto. Foi requalificada na década de 1980 como Biblioteca Pública Municipal, sendo inaugurada a 24 de junho de 1989 com o nome de "Biblioteca Pública Municipal Gulbenkian". com a transferência da mesma para as novas instalações no antigo solar de João Falcão de Sousa, a partir de 2011 passa a sediar a "Casa da Juventude", da Associação de Jovens da Ilha de Santa Maria (AJISM),

### Padroado do Recolhimento de Santo António
Ao longo da sua história, os padroeiros do Recolhimento foram:
1. Alferes André Fernandes de Almada (fundador)
2. Capitão António Fernandes de Andrade (filho do fundador)
3. Padre José Monteiro de Figueiredo (neto do fundador)
4. Capitão Luiz António de Figueiredo de Lemos (bisneto do fundador)
5. Capitão Luiz Manuel de Figueiredo de Sousa Coutinho (trisneto do fundador)
6. Luiz de Figueiredo Velho de Melo Falcão (quadrineto do fundador)

## Características
Em alvenaria de pedra rebocada e caiada, é constituída por dois corpos de planta rectangular, formando um "L", e por um corpo torreado de planta quadrangular (correspondente à antiga capela-mor), adossado ao topo do corpo rectangular maior (correspondendo à antiga nave da igreja). Numa das faces do corpo torreado encontra-se um volume saliente que embora identificada na Ficha do Inventário do Património Imóvel dos Açores como correspondente ao nicho do retábulo da antiga capela-mor, na realidade corresponde ao antigo altar do Senhor da Paciência, por baixo do Coro Alto, e em lado oposto ao altar-mor.
No extremo esquerdo da fachada do corpo da nave encontra-se um campanário com dois vãos rematados em arco de volta perfeita sobre impostas, encimado por uma cornija. Sobre a cornija, ao eixo do campanário, apoia-se uma cruz. O portal, rasgado a meio da antiga nave, é encimado por um frontão com o vértice quebrado, em cujo tímpano se encontra uma pedra com um relevo muito deteriorado e a inscrição "ANNO D 1693". De acordo com fotografia da época da restauração a primitiva inscrição rezava:
"ESTE RECOL
HIMENTOFUN
DARAMANDRE
FRZDALMADA
(...)
(...)
ANNOD1689"
O frontão é ladeado por uma espécie de pináculos encastrados.
As coberturas são de duas e quatro águas, em telha de meia-cana tradicional, rematadas por beiral simples.
Através do exame às fotografias da década de 1980, feitas no contexto dos trabalhos de requalificação, é possível identificar no interior do antigo templo, as estruturas hoje desaparecidas, a saber:
- a antiga capela-mor com retábulo em cantaria de pedra calcária, lavrada com colunas salomónicas[20] e o púlpito retangular, com guarda de madeira (fronteiro à porta de entrada)[21]
- o antigo altar do Senhor da Paciência, em talha dourada, também lavrado com colunas salomónicas, separado da nave por uma malha em ripado de madeira[22] com trabalho em talha a separar a grade dos dois pavimentos.[23]

O sacrário desta igreja encontra-se atualmente na Igreja de São Pedro.

## A lenda do tesouro dos Mouros
André Fernandes de Almada, comerciante de grosso trato, alferes de Milícia, filho de Manuel Fernandes Jorge e de Maria de Freitas, tinha por hábito realizar retiro espiritual durante a Quaresma, em uma casa que possuía na Fajã da Maia, levando consigo apenas dois criados. Um dia, tendo-os mandado à Vila para buscar provisões, ao entardecer avistou no horizonte quatro embarcações argelinas (piratas da Barbária) a aproximar-se da costa. Estando só, e receando o pior, escondeu-se numa furna da rocha, atrás de uns penedos. Os navios ancoraram na baía da Maia e arriaram dois batéis que vieram a terra, onde seus tripulantes desembarcaram um objeto bastante volumoso. Sem perceber do que se tratava, do seu esconderijo André Fernandes viu o objeto ser enterrado em uma cova bastante funda, que os argelinos estiveram a abrir, e cujo local dissimularam com terra e pedras. Após essa operação, os argelinos reembarcaram e seguiram o seu curso.
No dia seguinte, pela manhã, tendo os seus criados regressado, narrou-lhes o acontecido, e saiu com eles para desenterrar o misterioso objeto. Com grande espanto, da cova foi retirado uma pesada arca que, aberta, revelou - em sacos - grande quantidade de moedas de ouro, que André Fernandes arrecadou. Por ser pessoa de escrúpulos e piedosa, de nada quis se assenhorear, destinando aquele montante à construção de um recolhimento para donzelas junto à pequena ermida de Santo António de Vila do Porto, a qual aumentou.
Uma outra versão da narrativa sustenta que o 4.º capitão do donatário, Pedro Soares de Sousa, em seu testamento deixou uma arca fechada, determinando aos seus criados verem o que era. Ao ser aberta, encontrava-se cheia de moedas de ouro, que André Fernandes arrecadou. Não querendo apoderar-se do dinheiro, terá com ele mandado construir o recolhimento.

## Do milagre do azeite de N. Sra. do Pilar
MONTE ALVERNE, em sua crónica, refere o seguinte milagre, ocorrido nesta instituição.
Em 1686 veio da ilha de São Miguel um pequeno frasco com azeite da lâmpada de Nossa Senhora do Pilar a André Fernandes de Almada, pedido por devoção pela sua filha Maria de Santo António, uma das primeiras recolhidas. Este azeite "de sorte ferveu que encheu uma jarra, além do muito que levaram diferentes devotos; e hoje em dia ainda a tempos ferve na cela da devota que, ansiosa, o pediu, no recolhimento de Santo António."